# Christian von Platzer
Christian Ritter von Platzer (* unbekannt; † 6. November 1853 in Wien) war ein österreichischer Offizier (Genietruppe) und Direktor des k.k. Polytechnischen Instituts in Wien (1852/53).

## Leben
Über die frühen Jahre von Christian von Platzer ist nichts bekannt. Er lässt sich jedoch im Militär-Schematismus des österreichischen Kaiserthumes ab 1823 nachweisen: als Unterleutnant zu Venedig (1823/24), als Oberleutnant zu Salzburg (1825/26) und zu Mainz (1827–1830), als Kapitänleutnant zu Mainz (1831), zu Piacenza (1832), zu Königgrätz (1833) und zu Wien (1834–1837), als Hauptmann zu Wien (1838–1840), im Ausland (1841), beim Befestigungsbau zu Verona (1842/43) und in diesem Grad als Fortifikations-Lokal-Direktor zu Graz (1844/45), als Major als Fortifikations-Lokal-Direktor zu Graz (1846) und zu Mailand (1847/48) und ab 1850 als Oberst als Feld-Genie-Direktor bei der I. Armee zu Wien.
1852 wurde der Assistent der Lehrkanzel für Mechanik am k.k. Polytechnischen Institut, Cäsar von Bezard, wegen Hochverrat verhaftet. Er soll sich gemeinsam mit dem Oberstleutnant Johann May an einer von Lajos Kossuth Ende 1851 angezettelten Verschwörung beteiligt haben (Bezard und May wurden dafür 1853 hingerichtet). Im Zuge dessen wurde der Direktor des k.k. Polytechnischen Instituts Adam von Burg von seinem Amt enthoben, das k.k. Polytechnische Institut unter Militärverwaltung gestellt und Christian von Platzer als Direktor eingesetzt. Am 22. Februar 1853 wurde Platzer vom Amt des Direktors enthoben und zum Feld-Genie-Direktor bei den unter den Befehlen des Feldzeugmeisters Joseph Jelačić von Bužim stehenden mobilen Truppen ernannt. Am 5. Juni wurde Platzer zum Feld-Genie-Direktor bei der I. Armee in Wien ernannt und verstarb am 6. November 1853 in Wien.
Christian von Platzer war Träger des österreichischen Militärverdienstkreuzes, des osmanischen Verdienstordens und des russischen St.-Annen-Ordens, 2. Klasse.